# Спасовский сельский округ
Спасовский сельский округ (каз. Спасов ауылдық округі) — административная единица в составе Есильского района Северо-Казахстанской области Казахстана. Административный центр — село Спасовка.
Население — 984 человека (2009; 1549 в 1999, 1959 в 1989).
В советское время сельский округ назывался Дружбинским сельским советом.

## Административное устройство
| Населенный пункт | населения, лиц (1989) | Население, лиц (1999) | Население, лиц (2009) |
| ---------------- | --------------------- | --------------------- | --------------------- |
| Сарыман, село    | 228                   | ▼201                  | ▼103                  |
| Спасовка, село   | 1066                  | ▼731                  | ▼465                  |
| Тауагаш, село    | 665                   | ▼617                  | ▼416                  |